# Saint-Pierre-lès-Nemours
Saint-Pierre-lès-Nemours és un municipi francès, situat al departament de Sena i Marne i a la regió de Illa de França. L'any 2007 tenia 5.742 habitants.
Forma part del cantó de Nemours, del districte de Fontainebleau i de la Comunitat de comunes Pays de Nemours.

## Demografia

### Població
El 2007 la població de fet de Saint-Pierre-lès-Nemours era de 5.742 persones. Hi havia 2.192 famílies, de les quals 547 eren unipersonals (192 homes vivint sols i 355 dones vivint soles), 699 parelles sense fills, 765 parelles amb fills i 181 famílies monoparentals amb fills.
La població ha evolucionat segons el següent gràfic:
Habitants censats

### Habitatges
El 2007 hi havia 2.397 habitatges, 2.222 eren l'habitatge principal de la família, 67 eren segones residències i 108 estaven desocupats. 2.040 eren cases i 330 eren apartaments. Dels 2.222 habitatges principals, 1.738 estaven ocupats pels seus propietaris, 445 estaven llogats i ocupats pels llogaters i 38 estaven cedits a títol gratuït; 49 tenien una cambra, 98 en tenien dues, 310 en tenien tres, 649 en tenien quatre i 1.116 en tenien cinc o més. 1.812 habitatges disposaven pel capbaix d'una plaça de pàrquing. A 1.089 habitatges hi havia un automòbil i a 893 n'hi havia dos o més.

### Piràmide de població
La piràmide de població per edats i sexe el 2009 era:
| Homes | Edats   | Dones |
| ----- | ------- | ----- |
| 8     | 95 o +  | 20    |
| 16    | 90 a 94 | 52    |
| 16    | 85 a 89 | 52    |
| 40    | 80 a 84 | 72    |
| 100   | 75 a 79 | 116   |
| 100   | 70 a 74 | 156   |
| 128   | 65 a 69 | 168   |
| 156   | 60 a 64 | 132   |
| 140   | 55 a 59 | 152   |
| 216   | 50 a 54 | 220   |
| 244   | 45 a 49 | 208   |
| 288   | 40 a 44 | 232   |
| 196   | 35 a 39 | 200   |
| 152   | 30 a 34 | 160   |
| 160   | 25 a 29 | 188   |
| 160   | 20 a 24 | 128   |
| 208   | 15 a 19 | 188   |
| 256   | 10 a 14 | 208   |
| 168   | 5 a 9   | 128   |
| 152   | 0 a 4   | 148   |

## Economia
El 2007 la població en edat de treballar era de 3.637 persones, 2.627 eren actives i 1.010 eren inactives. De les 2.627 persones actives 2.399 estaven ocupades (1.254 homes i 1.145 dones) i 228 estaven aturades (113 homes i 115 dones). De les 1.010 persones inactives 314 estaven jubilades, 407 estaven estudiant i 289 estaven classificades com a «altres inactius».

### Ingressos
El 2009 a Saint-Pierre-lès-Nemours hi havia 2.216 unitats fiscals que integraven 5.632 persones, la mediana anual d'ingressos fiscals per persona era de 20.495 €.

### Activitats econòmiques
Dels 229 establiments que hi havia el 2007, 3 eren d'empreses extractives, 2 d'empreses alimentàries, 1 d'una empresa de fabricació de material elèctric, 24 d'empreses de fabricació d'altres productes industrials, 39 d'empreses de construcció, 56 d'empreses de comerç i reparació d'automòbils, 10 d'empreses de transport, 5 d'empreses d'hostatgeria i restauració, 6 d'empreses d'informació i comunicació, 7 d'empreses financeres, 4 d'empreses immobiliàries, 27 d'empreses de serveis, 33 d'entitats de l'administració pública i 12 d'empreses classificades com a «altres activitats de serveis».
Dels 45 establiments de servei als particulars que hi havia el 2009, 1 era una oficina de correu, 1 una oficina bancària, 5 tallers de reparació d'automòbils i de material agrícola, 2 tallers d'inspecció tècnica de vehicles, 5 paletes, 3 guixaires pintors, 9 fusteries, 6 lampisteries, 5 electricistes, 1 empresa de construcció, 2 perruqueries, 1 veterinari, 2 restaurants i 2 salons de bellesa.
Dels 12 establiments comercials que hi havia el 2009, 2 eren supermercats, 1 una botiga de més de 120 m², 2 fleques, 1 una fleca, 1 una peixateria, 1 una llibreria, 2 botigues de mobles, 1 una botiga de material de revestiment de parets i terra i 1 una joieria.
L'any 2000 a Saint-Pierre-lès-Nemours hi havia 7 explotacions agrícoles que ocupaven un total de 348 hectàrees.

## Equipaments sanitaris i escolars
Els 2 equipaments sanitaris que hi havia el 2009 eren farmàcies.
El 2009 hi havia 1 escola maternal, 1 escola maternal integrada dins d'un grup escolar amb les comunes properes formant una escola dispersa i 2 escoles elementals. Saint-Pierre-lès-Nemours disposava de 2 col·legis d'educació secundària amb 848 alumnes.

## Poblacions més properes
El següent diagrama mostra les poblacions més properes.